# Lasso (ort)
Lasso är en ort i Burkina Faso.   Den ligger i regionen Boucle du Mouhoun, i den centrala delen av landet, 170 km väster om huvudstaden Ouagadougou. Lasso ligger 288 meter över havet och antalet invånare är 1 068.
Terrängen runt Lasso är platt. Runt Lasso är det ganska glesbefolkat, med 38 invånare per kvadratkilometer.. Närmaste större samhälle är Siou, 12,8 km väster om Lasso.
Omgivningarna runt Lasso är en mosaik av jordbruksmark och naturlig växtlighet.